# Dmitri Póloz
Dmitri Dmítrievich Póloz (en ruso, Дмитрий Дмитриевич Полоз; Stavropol, 12 de julio de 1991) es un futbolista ruso que juega como delantero en el F. C. Krasnoye Znamya de la Liga de Fútbol Amateur de Rusia.

## Trayectoria
Póloz nació en Stavropol. Comenzó a jugar al fútbol para su club natal el Dynamo Stavropol y se unió a las filas juveniles del Lokomotiv Moscú en 2008. El 15 de julio de 2009 hizo su debut profesional para el Lokomotiv Moscú en una derrota 1-2 ante el SKA-Energiya Khabarovsk en la Copa de Rusia.
El 10 de enero de 2012 firmó un contrato de tres años con el F. C. Rostov. El 17 de marzo de 2012 hizo su debut con su nuevo club en un partido de la liga contra el Terek Grozny. El 7 de diciembre de 2012 anotó su primer gol de la liga con el Rostov en una derrota en casa 2-3 ante el F. C. Krasnodar.
En julio de 2017 fichó por el Zenit de San Petersburgo. Un año más tarde fue cedido una temporada al F. C. Rubin Kazán.
El 4 de julio de 2019 fue traspasado al P. F. C. Sochi.

## Clubes
| Club                         | País  | Año       |
| ---------------------------- | ----- | --------- |
| F. C. Lokomotiv Moscú        | Rusia | 2009-2011 |
| F. C. Rostov                 | Rusia | 2012-2017 |
| Zenit de San Petersburgo     | Rusia | 2017-2019 |
| F. C. Rubin Kazán (préstamo) | Rusia | 2018-2019 |
| P. F. C. Sochi               | Rusia | 2019-2020 |
| F. C. Rostov                 | Rusia | 2020-2023 |
| F. C. Torpedo Moscú          | Rusia | 2023-2024 |
| F. C. Krasnoye Znamya        | Rusia | 2024-     |